# Тонкоигольная аспирационная пункционная биопсия
 Тонкоигольная аспирационная пункционная биопсия (ТАПБ) — метод диагностики узловых новообразований расположенных относительно близко от поверхности тела.

## Метод
Суть процедуры: тонкой одноразовой иглой, надетой на одноразовый шприц, под контролем УЗИ делается пункция (вкол) через кожу в узел  железы и аспирируется (засасывается) содержимое узла. Чаще всего производится 3—4 укола в разные участки узла для получения достаточного количества биологического материала. Далее содержимое узла наносится на предметные стекла. Проводится предварительная оценка полученного материала, если последнего не достаточно, сразу же производится повторный забор. Иногда количество пункций может достигать 5—6.
Обычно один забор материала занимает не больше 1 минуты и прекрасно переносится пациентами.

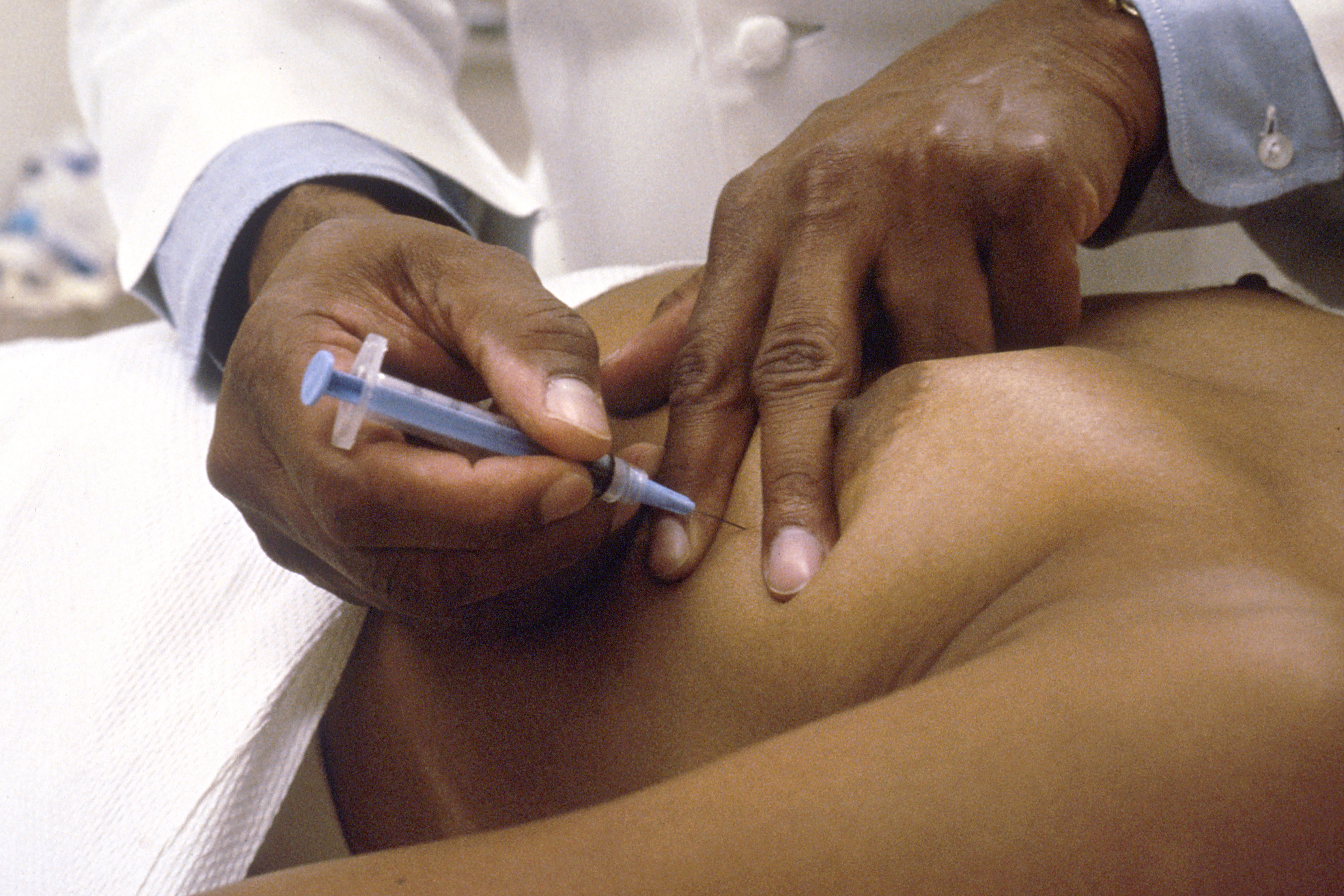
Проведение ТАПБ подозрительного новообразования молочной железы

Полученные стекла окрашиваются по специальной методике и врач-цитолог под микроскопом проводит их изучение. Точный ответ цитолога возможен в 91,3 %. В случае, когда полученный материал не содержит достаточного количества клеток для постановки диагноза, материал определяется как неинформативный, и пациенту рекомендуется повторить обследование через 1—3 месяца. Неинформативный материал встречается в 2—5 % ТАПБ.
Результат исследования выдается в письменном виде через 4—6 дней

## Показания
Применение ТАПБ показано в следующих случаях:
1. Наличие опухолевидного образования неясного генеза. Размер новообразования должен превысить 1 см. В этом случае биопсия проводится с целью определения злокачественности опухоли, необходимости оперативного вмешательства.
2. Биопсия опухоли, диагноз которой подтвержден. Биопсия в данном случае проводится для оценки эффективности проведенного лечения.[3][4]

В случаях если опухоль поверхностная, пункцию проводят хирурги или врач-цитолог. При глубоком расположении данную процедуру проводит врач-радиолог под контролем УЗИ.